# 関温泉
関温泉（せきおんせん）は、新潟県妙高市（旧国越後国）にある温泉。妙高戸隠連山国立公園区域内にある。

## 泉質
- ナトリウム - 塩化物、炭酸水素塩泉
  - 源泉温度48.8℃
  - 湯の色は赤色である

## 温泉街
妙高山の東麓、標高約900mの高所に11軒の旅館が存在する。
近くには、関温泉スキー場が存在する。作詞家の荒木とよひさは、日大スキー部員としてこよなくここを愛し、「四季の歌」を作った。
古くは共同浴場が3軒（上の湯、中の湯、下の湯）存在したが、現存はしていない。そのため、日帰り入浴は旅館を利用することになる。

## 伝説
開湯伝説によれば、弘法大師の発見とされる。

## 歴史
戦国時代は「関山の湯」という名前で上杉謙信の隠し湯であった。
開湯したのは、享保十二年（1727）である。
昭和47年7月29日 - 環境庁告示第11号により、燕温泉と共に国民保養温泉地に指定。
2004年9月1日、松田忠徳や大河内正一らの指導のもと、「源泉100%かけ流し宣言」を行った。

## アクセス
公共交通
- えちごトキめき鉄道妙高はねうまライン関山駅から西へ約7 km。
  - 同駅から妙高市営バス（ぶらっと妙高山麓周遊バス）で25分[2]。同バスには赤倉温泉スキー場など近隣スキー場と結ぶ路線もある。

自動車
- 上信越自動車道・妙高高原ICより15Km、中郷ICより12Km